# Харлов, Леонид Александрович

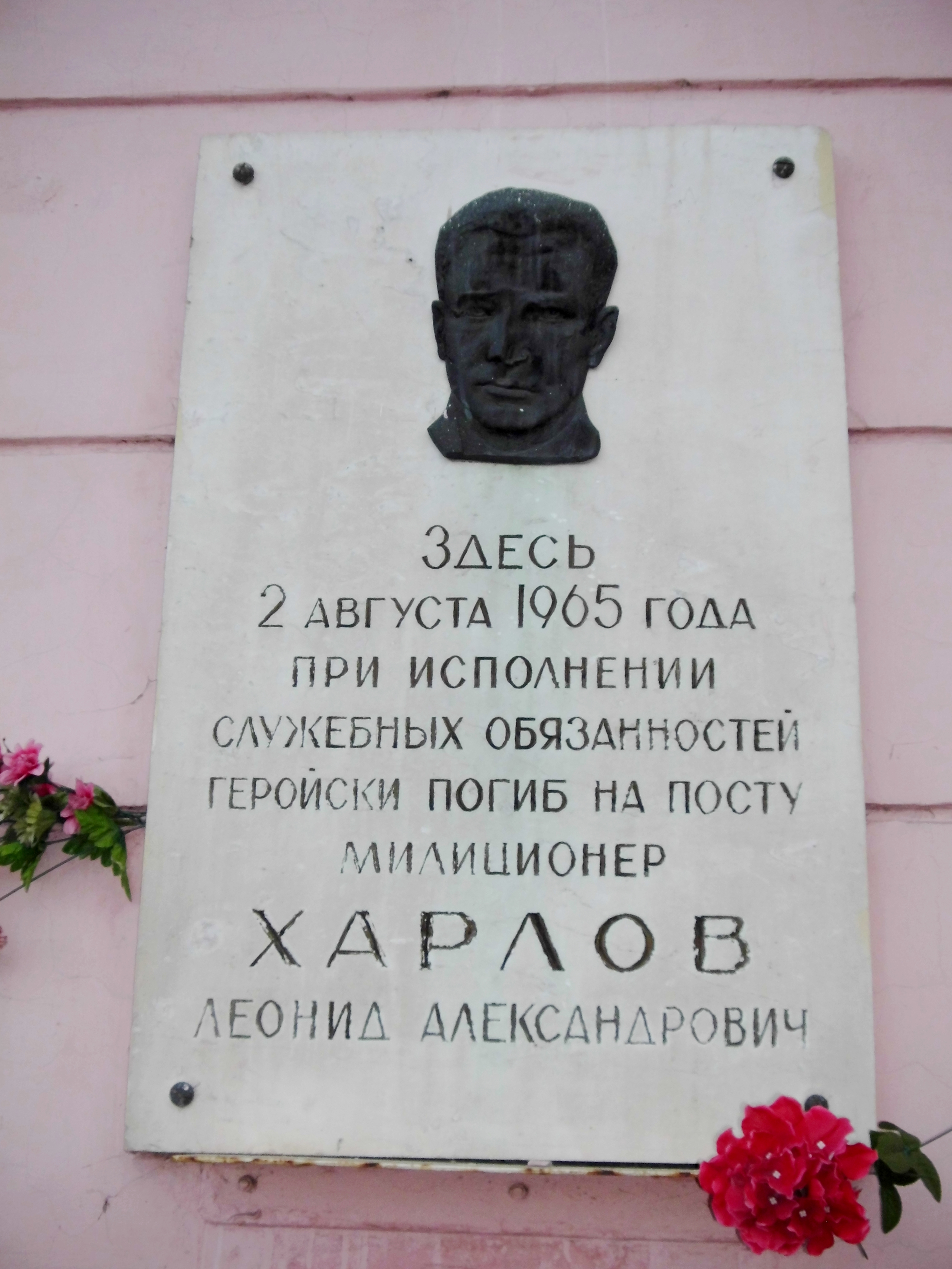
Мемориальная доска на торце дома на ул. Харлова, 1 / Гагарина, 2

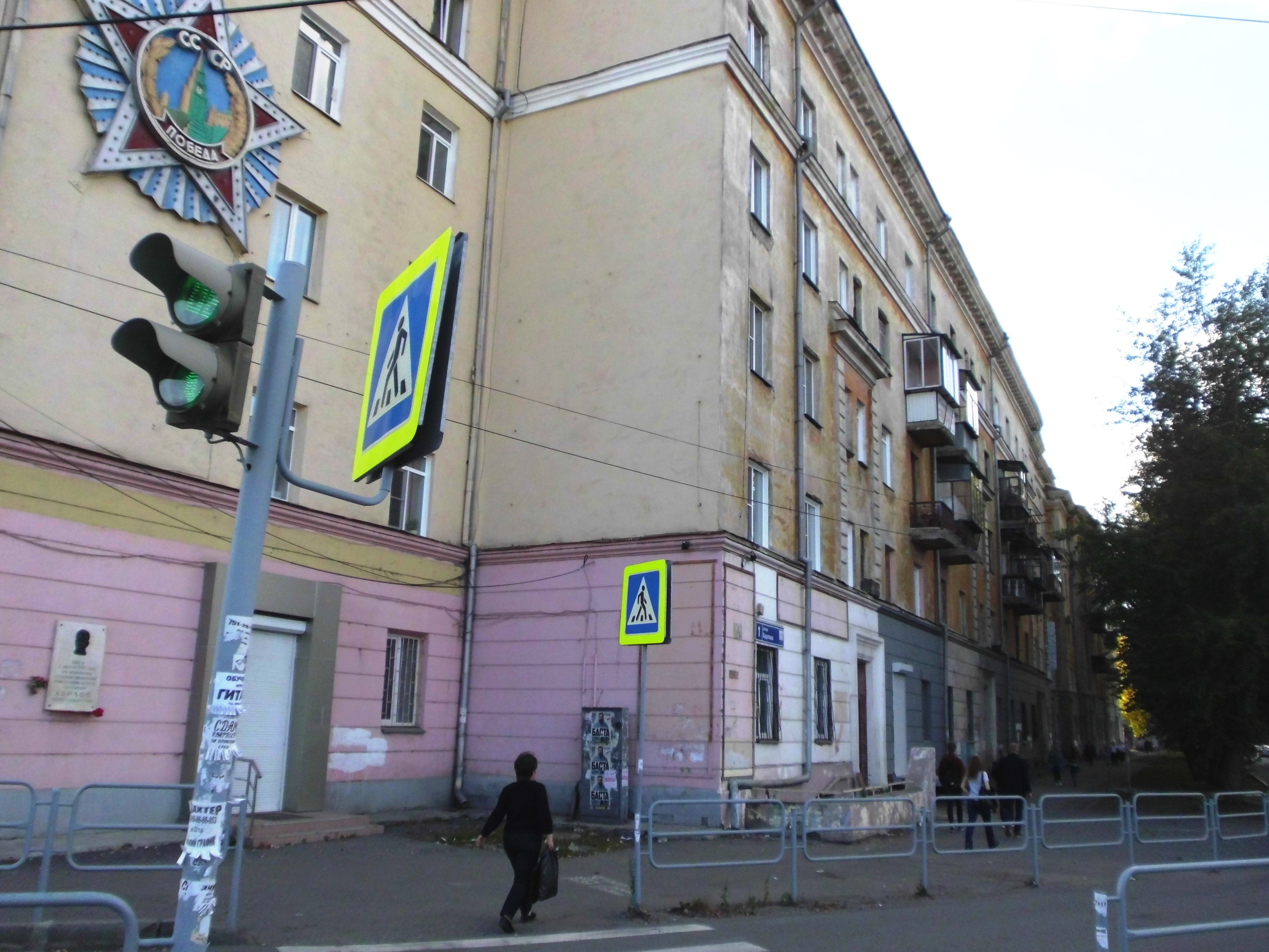
Место происшествия, ул. Харлова, 1 / Гагарина, 2

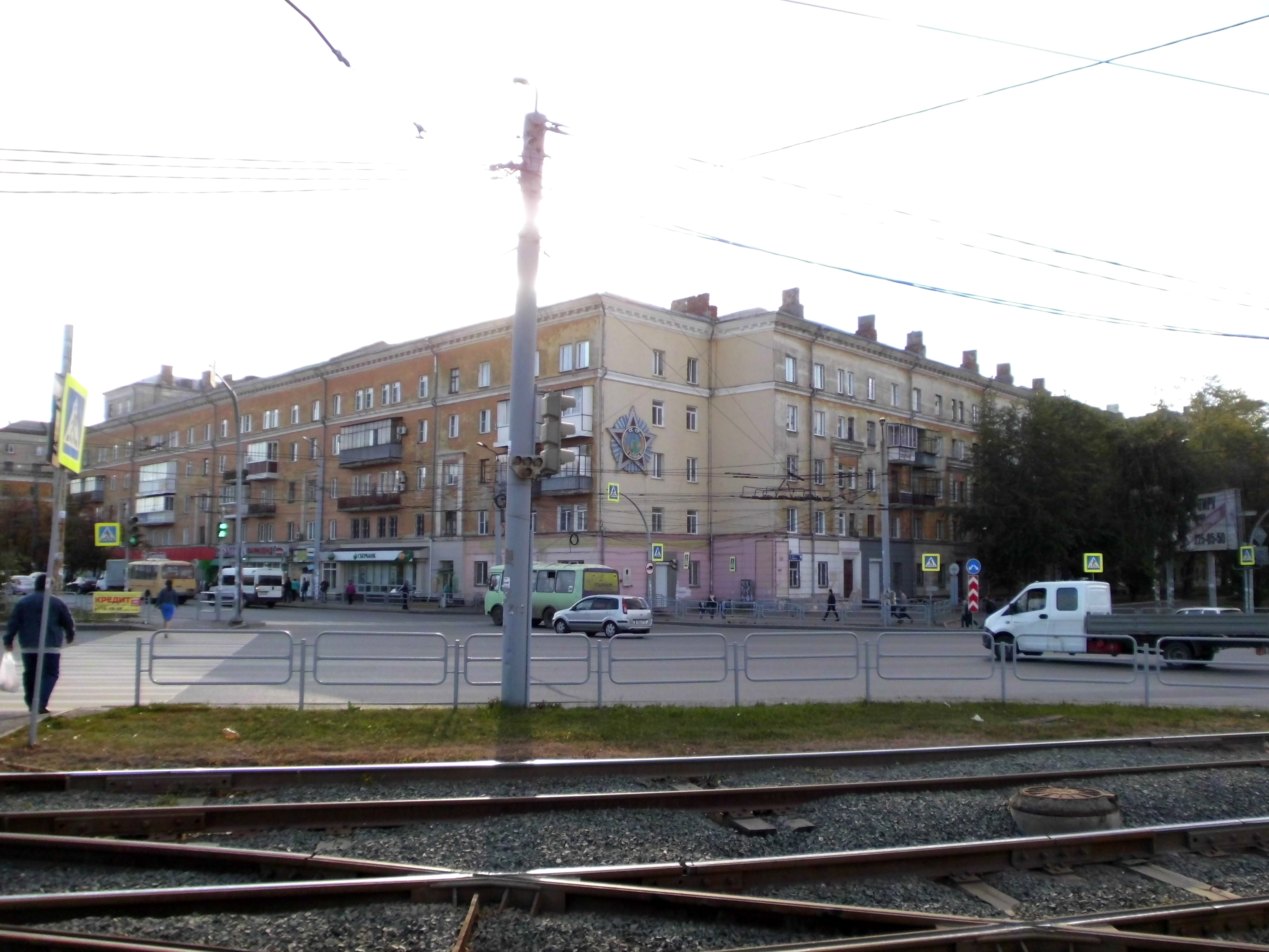
Место происшествия, ул. Харлова, 1 / Гагарина, 2

Леони́д Алекса́ндрович Харлов (25 ноября 1941, Нечунаева, Челябинская область — 2 августа 1965, Челябинск) — советский милиционер, погибший при исполнении служебных обязанностей.

## Биография
Леонид Александрович Харлов родился 25 ноября 1941 года в деревне Нечунаева Нечунаевского сельсовета Каргапольского района Челябинской области, ныне деревня входит в Каргапольский муниципальный округ Курганской области. Отец, Александр Иванович (1910—1986) — участник Великой Отечественной войны, мать, Александра Степановна, — награждена орденом «Мать-героиня». В семье было 10 детей (7 братьев и 3 сестры), Леонид был пятым по счету ребёнком в семье.
Окончил семилетку и Свердловский строительный техникум. С 1960 года работал в колхозе «Память Ленина» Колмогоровского сельсовета Каргапольского района. Затем служил в рядах Советской Армии.
Член ВЛКСМ.
С 1962 по 1965 год работал бетонщиком на заводе ЖБИ, строительного треста № 42 в Челябинске. В июле 1965 года, по рекомендации завода, был принят на службу в отдел милиции Ленинского райисполкома города Челябинска, на должность милиционера.
Гибель
Вечером 1 августа 1965 года, Харлов вместе с милиционером Филипповым и участковым Киселёвым нёс службу по охране района близ трамвайно-троллейбусного диспетчерского пункта на улице Дорожная. На диспетчерский пункт было совершено разбойное нападение пьяных хулиганов. Диспетчер Мария Фёдоровна Новикова позвала на помощь милицию, использовав служебный свисток. Услышав свисток о помощи, Леонид увидел убегающего нарушителя Костричкина, стал его преследовать. Костричкин увидел, что его преследуют, поднял булыжник и, развернувшись, два раза ударил милиционера по голове. От полученных травм Леонид Александрович потерял сознание и упал на руки подбежавших товарищей.
От полученных травм, не приходя в сознание, Леонид Александрович Харлов скончался 2 августа 1965 года в больнице в городе Челябинске Челябинской области. Похоронен на кладбище деревни Нечунаева Каргапольского района Курганской области, ныне деревня входит в Каргапольский муниципальный округ той же области.

## Память
- В 1968 году улица Дорожная была переименована в улицу Харлова.
- Приказом МООП РСФСР от 21 мая 1966 года № 292 Харлов Л. А. зачислен навечно в списки личного состава отдела милиции Ленинского райисполкома г. Челябинска[6].
- Мемориальная доска, размещена на доме № 2 по улице Дорожная, 27 ноября 1967 года, в 1972 году заменена другой мраморной доской с барельефом Харлова. Автор барельефа — скульптор П. Я. Фоминых[7].
- Мемориальная доска, размещена на здании Отдела полиции № 1 Управления МВД по Ленинскому району г. Челябинска, ул. Нахимова, дом 1 / ул. Машиностроителей, 16. Надпись: «Сотрудники Ленинского РОВД Г. Челябинска, погибшие при исполнении служебного долга Кукарских И.Ф., Харлов Л.А., Масленников В.Т.»[8].
- Упомянут на одном из стендов у памятника солдатам правопорядка возле краеведческого музея города Челябинска.
- Имя Харлова в 1984 году присвоено пионерскому клубу г. Челябинска (ныне детский Клуб по месту жительства им. Харлова), ул. Барбюса, 3; в клубе существует музей Харлова.